# Palme (släkt)
För andra betydelser, se Palme (olika betydelser).
Palme är en svensk släkt som troligen härstammar från Nederländerna, och som invandrade i början av 1600-talet till Sverige med Palme Lyder, född på 1570-talet, död 1630. Denne bedrev handels- och rederirörelse i Ystad och var ombud för Lübeck. Släktnamnet ändrades till Palm på 1600-talet, men återgick till Palme på 1700-talet. Landssekreteraren i Kalmar län Christian Adolph Palme (1811-1889) var far till halvsyskonen Henrik Palme och Sven Palme nedan, vilka svarar för var sin månghövdad gren av släkten (i Sverige, Mexiko och USA). Genom Sven Palmes äktenskap med Hanna von Born härstammar många yngre medlemmar av familjen även från biskopen Frans Michael Franzén. Genom Henriks äktenskap med Anna Lavonius härstammar även deras ättlingar från denne biskop. Henriks gren härstammar även från riksrådet Harald Stake och riksrådet Gustaf Cronhielm. Befryndade släkter är von Sydow, Wallenberg, Kreuger och Lagercrantz. Båda grenarna härstammar även från Gustav Vasa.

## Släktträd (urval)
- Johan Palme (1778–1845), kronofogde, Södra Möre, Kalmar län[1]
  - Johan Theodor Palme (1808–1870), grosshandlare och skeppsredare i Kalmar[1]
    - August Palme (1856–1924), skådespelare[1]

  - Christian Adolph Palme (1811–1889), landssekreterare i Kalmar län[1]
    - Henrik Palme (1841–1932), bankdirektör[1]
      - Carl Palme (1879–1960) konstnär[1]
      - Lennart Palme (1881-1971), företagsledare[1]
      - Elsa Palme (1882-1978) genealog, gift med Gustaf Lagercrantz (bankman).
        - Stig Lagercrantz (1906-1994), generalkonsul[1]
          - Carl Lagercrantz (f 1935), civilingenjör[1]
            - Denise Lagercrantz (f 1980), advokat, ordförande i Palmeska Släktföreningen.

        - Bo Lagercrantz (1918-1993), museiman[1]

      - Henrik Palme d.y. (1888–1935), direktör[2]
        - René Palme (1910–1983), affärsman, Mexico[2]

      - Oscar Palme, (1891–1946), major[1]
        - Ulf Palme (1920–1993), skådespelare[1]
          - Beatrice Palme (född 1959), skådespelare i Italien

        - + Laila Andersson-Palme (född 1941), gift med Ulf Palme från 1984[3]

    - Fredrik Adolph Palme, (1846–1912), e.o. hovrättsnotarie[1]
      - Einar Palme (1901–1993), konstnär[1]

    - Sven Palme (1854–1934), försäkringsdirektör[1]
      - Olof Palme (1884–1918), historiker[1]
        - Rutger Palme (1910–1995), advokat, kommunfullmäktigordförande[1]
          - Agneta Uddenberg, född Palme (1941–2011), journalist och författare[4]

        - Sven Ulric Palme (1912–1977), historiker, professor[1]
          - Jacob Palme (född 1941), professor[1]
          - Thomas Palme (född 1944), ambassadör[1]
          - Christian Palme (född 1952), journalist[1]

        - Per Olof Palme (1914–1983), konsthistoriker, professor i Oslo[1]
        - Hans Palme (1918-2000), överingenjör[1]
          - Erik Palme (född 1938), arkitekt [1]
          - + Birgitta Palme (1940-2000), teaterchef, gift med Erik Palme[1]
          - Susanne Palme (född 1955), EU-kommentator, SR-journalist[5]

      - Gunnar Palme (1886–1934) försäkringsdirektör[1]
        - Claës Palme (1917–2006), advokat[1]
        - Olof Palme (1927–1986), statsminister[1]
        - + Lisbeth Beck-Friis (1931–2018), psykolog, gift med Olof Palme[1][6]
          - Joakim Palme (född 1958), statsvetare och sociolog, professor[6]
          - Mårten Palme (född 1961), nationalekonom, professor[6]
          - Mattias Palme (född 1968), arkitekt.

      - Nils Palme (1895–1963), militär, godsägare[7]

    - Anna Palme (1868 - 1949)
    - + Upendra Krishna Dutt (f. ca 1858), gift med Anna Palme
      - Clemens Palme Dutt (1893 - 1975)
      - Rajani Palme Dutt (1896 - 1974)

    - Ingegerd Palme (1877-1966), fastighetsmäklare[1]

## Palmeska Släktföreningen
Palmeska Släktföreningen har till uppgift, att samla medlemmar av släkten Palme, bedriva släktforskning och dela ut stipendier.  Ordförande är advokat Denise Lagercrantz (född 1980). Skattmästare är professor Joakim Palme (född 1958).
Föreningen bildades 1947 på initiativ av Nils Palme. Medlemmarna är ättlingar till landssekreteraren Christer Adolph Palme (1811-1889) vars söner, bankdirektör Henrik Palme  och försäkringsdirektör Sven Palme svarar för föreningens två månghövdade huvudgrenar. Dessa omfattar totalt cirka 400 person varav 109 är verksamma i Mexiko och är ättlingar till René Palme. Även ingifta får bli medlemmar.
Fastighetsmäklaren Ingegerd Palme avled år 1966 och testamenterade sin förmögenhet till Stiftelsen Ingegerd Palmes Fond, som år 2024 vuxit till 9 miljoner kronor. Avkastningen går till stipendier till släktmedlemmar. 

## Fotnoter
1. 1 2 3 4 5 6 7 8 9 10 11 12 13 14 15 16 17 18 19 20 21 22 23 24 25 26 27 28 29 30  Palme, släktträd Arkiverad 6 oktober 2013 hämtat från the Wayback Machine. i Svenskt biografiskt lexikon
2. 1 2  Henrik Palme på "My heritage". Läst 2013-10-05.
3. ↑  Andersson, Laila i Vem är det, 1993
4. ↑  Palme, E Rutger C, i Vem är vem, Stor-Stockholm 1962.
5. ↑  Födelseannons Arkiverad 16 juli 2019 hämtat från the Wayback Machine. Svenska Dagbladet 23 oktober 1955
6. 1 2 3  Palme, S Olof J i Vem är vem, Stor-Stockholm 1962.
7. ↑  Palme, Nils i Vem är vem, Stor-Stockholm 1962.
8. ↑  http://www.palmeska.se
9. ↑  https://stiftelsemedel.se/stiftelsen-ingegerd-palmes-fond/